# Giovanni e Paolo

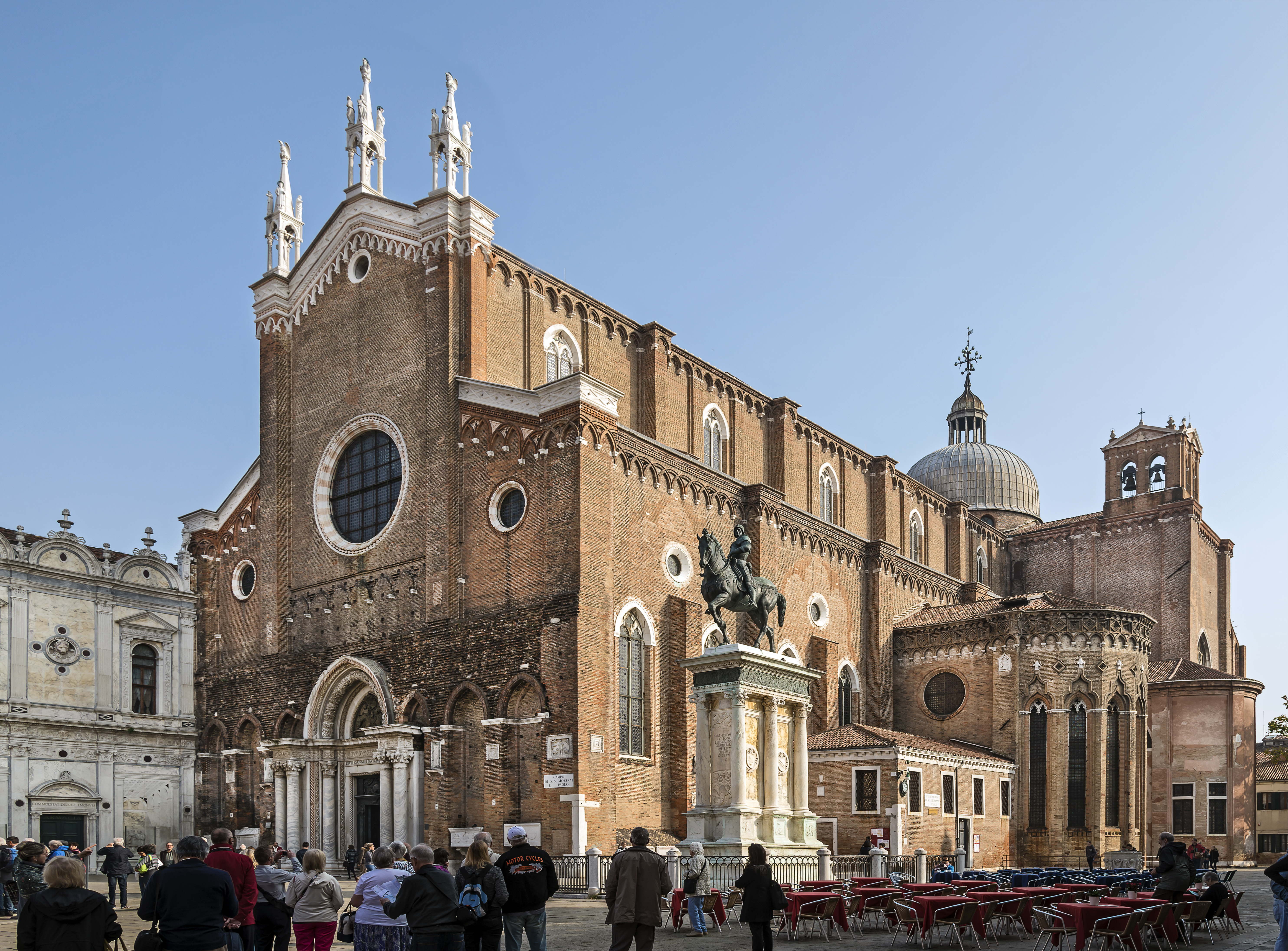
San Zanipolo, Venezia

Giovanni e Paolo (morti a Roma il 26 giugno 362) sono due martiri cristiani del IV secolo, titolari dell'antica e nota basilica romana sul monte Celio (basilica celimontane), di un'altra famosa basilica a Venezia (San Zanipolo) e di numerose altre chiese a loro dedicate. Sono venerati come santi dalla Chiesa cattolica.
Nonostante l'antichità dei racconti della loro vita e l'ampia diffusione del loro culto suffraghino fortemente l'ipotesi di una loro effettiva storicità, le notizie sulla loro vita, desunte unicamente da una passio confusa e leggendaria (ripresa poi dalla legenda aurea), sono scarse e controverse.

## LaPassio
Secondo la tradizione agiografica, erano fratelli ed erano personaggi molto in vista nella Roma dell'epoca: la passio, giuntaci in tre recensioni differenti (tutte del IV secolo) li presenta prima come maggiordomo e primicerio della vergine Costanza (Costantina), figlia dell'imperatore Costantino, poi come ufficiali di Gallicano, al quale suggerirono un voto grazie al quale costui sconfisse gli Sciti in battaglia, infine come diaconi della Chiesa romana che distribuivano ai poveri i beni ricevuti da Costanza.
Sarebbe stato proprio Terenziano a farne redigere la passio, convertitosi dopo aver ottenuto dai santi la grazia della guarigione del figlio. I corpi dei santi furono poi rinvenuti dal senatore Bizante e dal figlio Pammachio, che avevano ricevuto tale incarico dall'imperatore Gioviano, successore di Giuliano. Nel 398 Pammachio avrebbe poi fatto erigere sul sito della casa di Giovanni e Paolo la basilica a loro intitolata.

## Culto
Giovanni e Paolo furono molto venerati come santi, ed i loro nomi furono inseriti nel Canone della Messa.
La Chiesa cattolica celebra la loro memoria liturgica il 26 giugno.
(Martirologio Romano)
Soprattutto nei paesi di lingua tedesca, ma non solo, i due santi sono considerati "Wetterheiligen", cioè protettori contro le tempeste e, in generale, le avversità atmosferiche.
I due santi sono patroni di Muggia, in provincia di (Trieste).

### La basilica romana

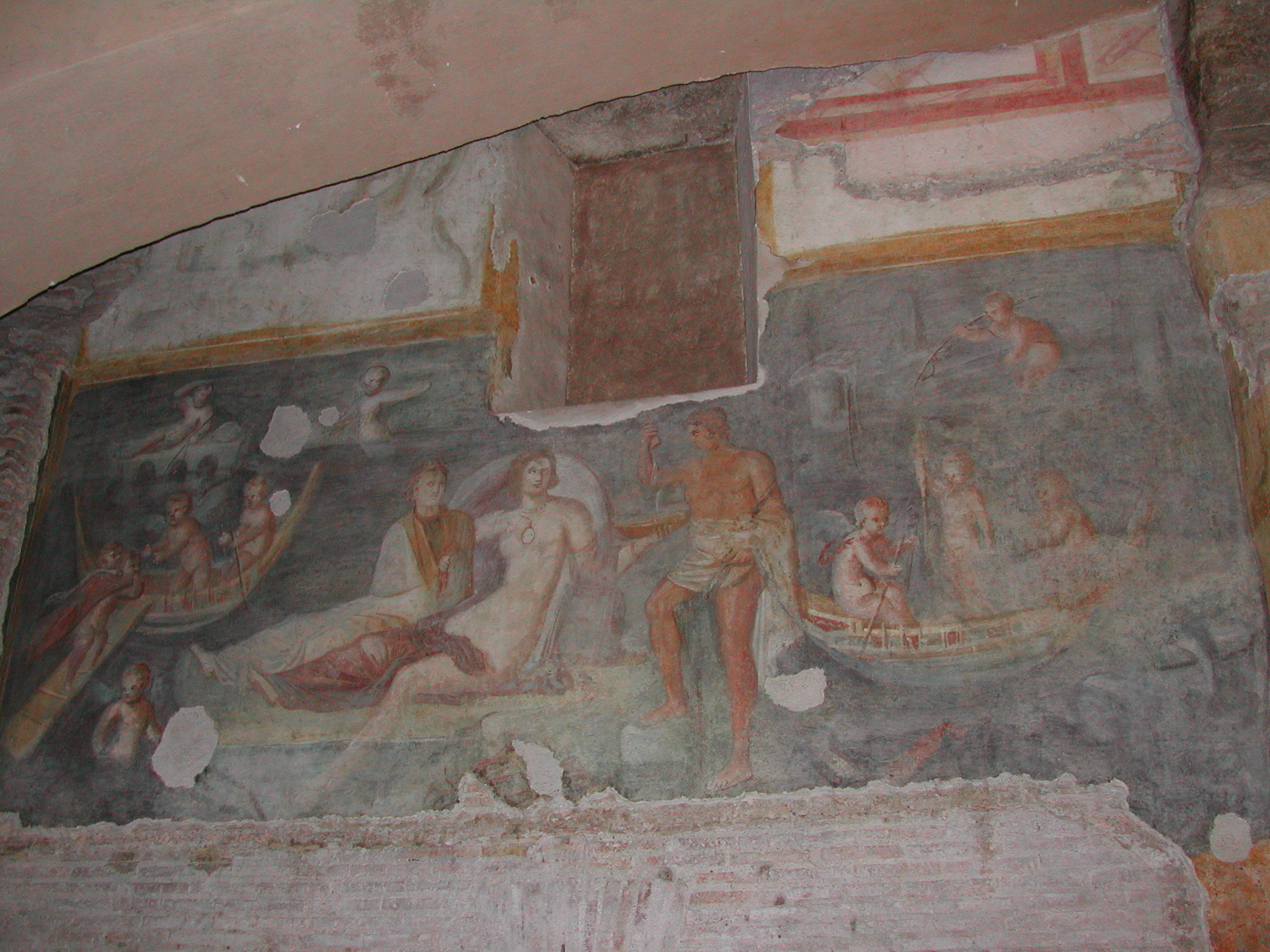
Gli affreschi nella domus sotto la Basilica

Più probabilmente, l'attuale basilica dei santi Giovanni e Paolo sorge sul sito della domus della famiglia di Bizante e Pammachio, adibita (come testimoniano gli affreschi ancora conservati) sin dalla tarda età Flavia (81 - 96 d.C.) a Domus Ecclesiae e inglobata nell'attuale edificio: le stanze della domus costituiscono uno dei più importanti monumenti del primo cristianesimo a Roma. La basilica è citata per la prima volta col nome di titulus Byzantii o Pammachii negli atti del concilio romano del 499; è dubbio se la domus sia stato davvero teatro del martirio dei santi o se i loro corpi vi siano stati traslati in seguito.